# أندريه غرين
أندريه غرين (26 يوليو 1998 في المملكة المتحدة - ) (بالإنجليزية: Andre Green) هو لاعب كرة قدم بريطاني في مركز الهجوم. شارك مع منتخب إنجلترا تحت 16 سنة لكرة القدم ومنتخب إنجلترا تحت 17 سنة لكرة القدم ومنتخب إنجلترا تحت 18 سنة لكرة القدم. أما مع النوادي، فقد لعب مع أستون فيلا.

## وصلات خارجية
- أندريه غرين على موقع قاعدة بيانات كرة القدم.إي يو (الإنجليزية)
- أندريه غرين على موقع ليكيب (الفرنسية)
- أندريه غرين على موقع Soccerbase.com (لاعب) (الإنجليزية)
- أندريه غرين على موقع Soccerway.com (الإنجليزية)
- أندريه غرين على موقع عالم كرة القدم.نت (الإنجليزية)